# 圆毛蚶
圆毛蚶（学名：Scapharca globosa ursus），是魁蛤目魁蛤科毛蚶属的一种。主要分布于越南、台湾，常栖息在浅海沙底。